# Ydrissa M’Barke
Ydrissa M’Barke (* 30. März 1983 in Rouen) ist ein französischer Sprinter.
2005 gewann er in der 4-mal-100-Meter-Staffel mit der französischen Mannschaft Silber bei den Mittelmeerspielen in Almería und Gold bei den U23-Europameisterschaften in Erfurt.
In der 4-mal-400-Meter-Staffel siegte er mit dem französischen Team 2006 bei den Europameisterschaften in Göteborg, schied 2008 bei den Olympischen Spielen in Peking im Vorlauf aus und holte 2009 Silber bei den Mittelmeerspielen in Pescara.
2007 wurde er nationaler Hallenmeister über 200 Meter.

## Persönliche Bestzeiten
- 100 m: 10,67 s, 18. Mai 2006, Nizza
- 200 m: 20,87 s, 4. Juni 2005, La Garde
  - Halle: 20,70 s, 18. Februar 2007, Aubière
- 400 m: 45,86 s, 22. Juli 2006, Tomblaine
  - Halle: 48,06 s, 16. Februar 2008, Moskau